# Атис (митология)
Вижте пояснителната страница за други значения на Атис.
Атис (на старогръцки: Ἄττις or Ἄττης, Attis, от фригийски: attis, „красив юноша“ или attagus, „козел“) е герой от древногръцката и фригийската митологии, син на речната нимфа Нана, родила го от семката на бадемово дърво.
Бадемовото дърво е създадено от кръвта на двойнополовото същество Агдистис. Нана е дъщеря на речния бог Сангарий, който затваря дъщеря си, за да умре от глад. Голямата майка Кибела – както Агдистис се нарича след това – я снабдява с плодове и божествена храна, докато роди Атис. Той е изхвърлен след раждането му от Сангарий, отгледан е от козел с козе мляко и става много красиво момче.
В него се влюбва Агдистис/Кибела. Когато Атис трябва да се ожени за дъщерята на Мидас, царят на Песинт, на сватбата му се появява Агдистис/Кибела и го прави безумен, така че той сам си отрязва половия орган. От кръвта му, която капнала на земята се появяват теменужки. Атис умира или се превръща в пиния.
Когато Кибела от мъка и съжаление, биеща нейните барабани, ходи из Фригия, я следвало глад, след което тя поискала съвет от оракул. Тя трябвало да погребе Атис и да го приеме като бог. Тогава в чест на Атис започнали да допускат евнуси като жреци на Кибела.
По друга версия Зевс по молба на Кобела, съживява отново Атис. Неговото тяло не се разваля, косата му растяла и по-нататък и неговото малко пръстче се движело.
В римския култ към мъртвите Атис е поставян като символ на траура на гробния камък на мъртвия.

- Атис танцуващ, с азиатски панталон
- Атис като Слънчево момче